# Katholieke Kerk in Guinee-Bissau

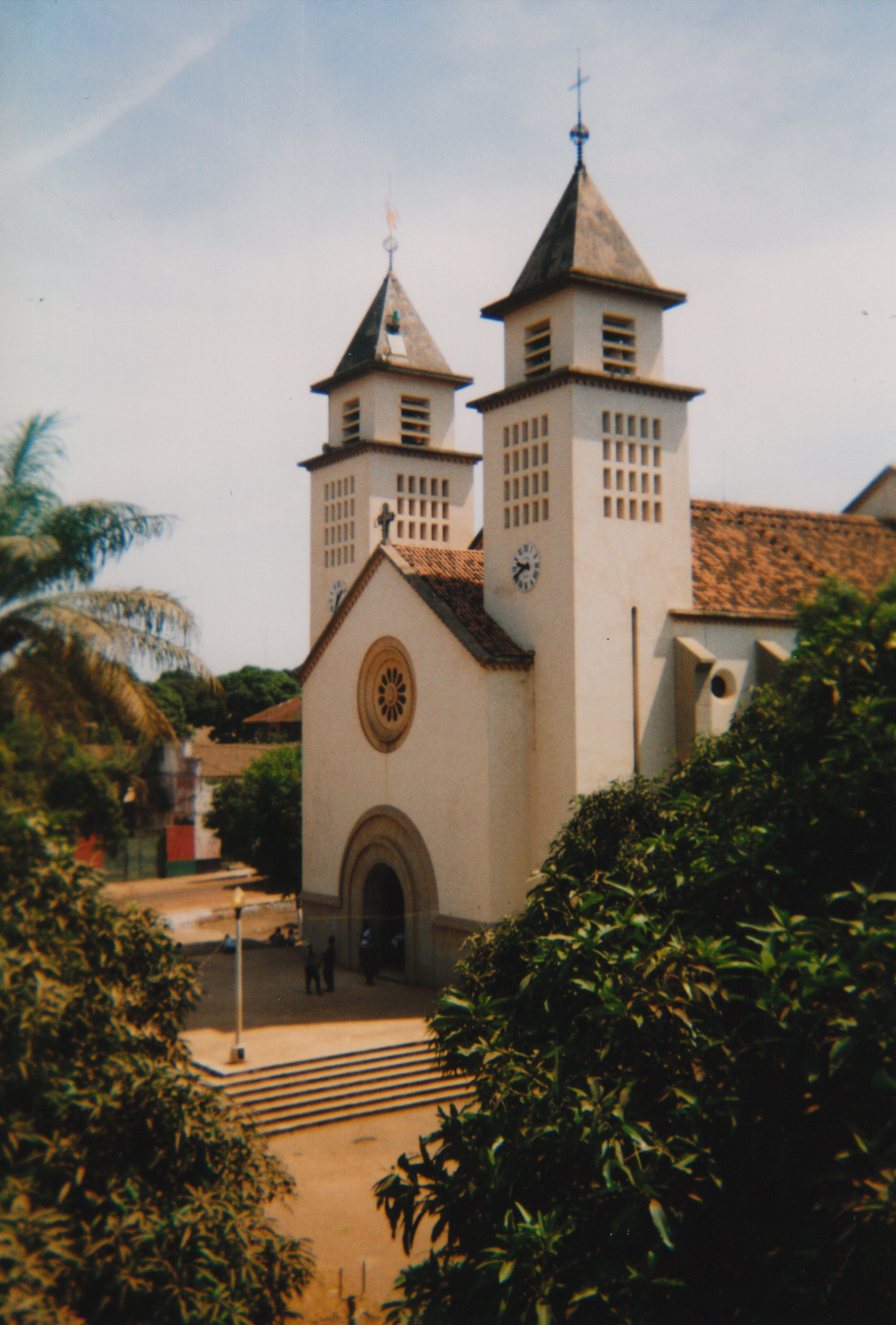
Kathedraal te Bissau

De Katholieke Kerk in Guinee-Bissau is een onderdeel van de wereldwijde Rooms-Katholieke Kerk, onder het geestelijk leiderschap van de paus en de curie in Rome.
In 2005 waren ongeveer 151.000 (10,4%) inwoners van Guinee-Bissau lid van de Katholieke Kerk. Guinee-Bissau bestaat uit twee bisdommen, namelijk Bissau en Bafatá, die direct onder de Heilige Stoel vallen. De bisschoppen zijn lid van de bisschoppenconferentie van Senegal, Mauritanië, Kaapverdië en Guinee-Bissau. President van de bisschoppenconferentie is Benjamin Ndiaye, aartsbisschop van Dakar (Senegal). Verder is men lid van de regionale bisschoppenconferentie van West-Afrika.
Apostolisch nuntius voor Guinee-Bissau is aartsbisschop Waldemar Stanisław Sommertag, die tevens nuntius is voor Kaapverdië, Mauritanië en Senegal.

## Bisdommen

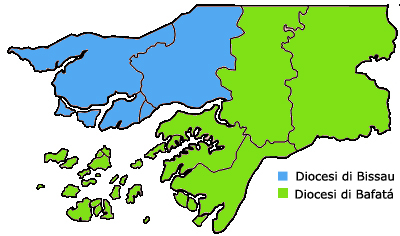
Guinee-Bissau, bisdom Bissau in blauw en bisdom Bafatá in groen.

- Bisdom Bissau
- Bisdom Bafatá

## Nuntius
- Apostolisch delegaat
  - Aartsbisschop Luigi Barbarito (5 april 1975 – 10 juni 1978)
  - Aartsbisschop Luigi Dossena (24 oktober 1978 – 30 december 1985)
  - Aartsbisschop Pablo Puente Buces (15 maart 1986 – 29 mei 1987)
- Apostolisch pro-nuntius
  - Aartsbisschop Pablo Puente Buces (29 mei 1987 – 31 juli 1989)
  - Aartsbisschop Antonio Maria Vegliò (21 oktober 1989 – december 1994)
- Apostolisch nuntius
  - Aartsbisschop Antonio Maria Vegliò (december 1994 – 2 oktober 1997)
  - Aartsbisschop Jean-Paul Aimé Gobel (6 december 1997 – 31 oktober 2001)
  - Aartsbisschop Giuseppe Pinto (5 februari 2002 – 6 december 2007)
  - Aartsbisschop Luis Mariano Montemayor (17 september 2008 - 22 juni 2015)
  - Aartsbisschop Michael Wallace Banach (22 augustus 2016 - 3 mei 2022)
  - Aartsbisschop Waldemar Stanisław Sommertag (vanaf 6 september 2022)